# Angelina Abad Cantavella
Angelina Abad Cantavella (Villarreal, Castellón, 20 de diciembre de 1893-4 de febrero de 1965), también conocida como Celia, fue una maestra y escritora española, hija predilecta de Villarreal por su contribución a la cultura local.Tiene un hija llamada Angelica Del Valle Abad Sequera, Esposa de José Andrés Franco Brusco 

## Biografía
Abad es autora de obras teatrales como El novio de la niña, donde presenta a una mujer que es feliz sirviendo a su familia y por eso acaba consiguiendo un buen partido. Defensora del derecho a la educación, convenció a sus hijas para que hicieran la carrera de Magisterio y enseñaran en casas particulares o escuelas rurales.
Católica de fuertes convicciones religiosas, escribió Dos madres o dignidad de la madre cristiana y El rosario en familia. Cabe destacar su obra poética, publicada en varias revistas de la época, entre ellas la del Heraldo de Castellón. Sonetos, octavas, décimas son algunas de las formas poéticas que cultivó en poesía. La influencia de Gustavo Adolfo Bécquer, de Fray Luis de León o Santa Teresa de Jesús son constantes en su obra poética, predominantemente intimista. 
A pesar de su ideología conservadora, defendió siempre el derecho de la mujer a escoger su destino, a poder escribir en público sin ser criticada y el trabajo remunerado fuera de casa. Ella misma colaboró como auxiliar administrativa en los archivos locales.
En 2005, como reconocimiento a su figura, se decidió poner su nombre a un colegio de Educación Infantil y Primaria en su ciudad natal.

## Obra
- El rosario en familia.
- Dos madres o dignidad de la madre cristiana.
- El novio de la niña.